# 毛妹
袁經綿，JP（1942—），乳名毛妹，香港著名舞蹈家及舞蹈教育工作者，毛妹芭蕾舞學校創辦人。
其父親是著名电影导演兼制片家，長城影業公司總經理袁仰安；夫婿為香港前政務司廖本懷太平紳士；已故姊夫為《信報》前總編輯沈鑒治；弟弟袁子春為華人置業主席劉鑾雄妹夫。

## 概述
毛妹原名袁经绵，「毛妹」是她的乳名，也是她參與其父的電影作品時用之藝名。她于上海出生，畢業於香港拔萃女书院及香港大學（1962年三級榮譽畢業），主修英国及法国文学。中六至港大毕业之间的4、5年間曾拍攝8部電影，後赴英國皇家芭蕾舞学院深造芭蕾舞，1957年麗的電視開台時，是該台首個粵語新聞主播。1963年與廖本懷結婚；1964年創立毛妹芭蕾舞學校；1987年獲委任為非官守太平紳士；2009年獲香港演藝學院頒授「榮譽院士」榮銜。

## 曾任公職
- 香港芭蕾舞團董事
- 香港演藝發展局舞蹈委員
- 香港舞蹈團顧問
- 香港賽馬會基金之舞蹈獎學金主席
- 城市當代舞蹈團委員
- 中國芭蕾舞桃李盃評委
- 香港校際舞蹈節評判